# Carinatophilus multiimpressus
Carinatophilus multiimpressus is een keversoort uit de familie schijnsnoerhalskevers (Aderidae). De wetenschappelijke naam van de soort werd in 1949 gepubliceerd door Maurice Pic.